# Aéroport international de Djerba-Zarzis
Pour les articles homonymes, voir DJE.
L'aéroport international de Djerba-Zarzis (code IATA : DJE • code OACI : DTTJ) (arabe : مطار جربة-جرجيس الدولي) dessert Houmt Souk et l'île de Djerba et plus généralement tout le sud-est de la Tunisie. Comme la grande majorité des aéroports tunisiens, il est géré par l'Office de l'aviation civile et des aéroports.

## Présentation
Situé à neuf kilomètres à l'ouest d'Houmt Souk, près de la localité de Mellita, l'aéroport existe depuis 1950 et se nomme initialement Djerba-Mellita. Il est agrandi et renommé Djerba-Zarzis en 1970 pour améliorer l'attractivité touristique de l'île.
D'une superficie de 295 hectares et d'une capacité de 4 000 000 de passagers par an, son activité est essentiellement liée à l'acheminement de touristes venant visiter Djerba et sa région. L'aérogare s'étend sur 73 000 m2 et se trouve complétée par une nouvelle aérogare, couvrant une superficie de 57 000 m2 sur trois niveaux, inaugurée le 22 décembre 2007.

## Situation
| \| 50 km1:6 099 000 \| Djerba · Zarzis Tunis · Carthage Enfidha · Hammamet Gabès · Matmata Gafsa · Ksar Monastir · Habib-Bourguiba Sfax · Thyna Tabarka · Aïn Draham Tozeur · Nefta El Borma Remada Borj · El Amri |
| 50 km1:6 099 000 |

## Compagnies aériennes et destinations
| Compagnies                    | Destinations |
| ----------------------------- | --- |
| Air France                    | En saison : Paris-Charles de Gaulle |
| ASL Airlines France           | En saison : Paris-Charles-de-Gaulle |
| BH Air                        | En saison charter : Sofia-Vrajdebna |
| Brussels Airlines             | En saison : Bruxelles-National |
| Edelweiss Air                 | En saison : : Zurich |
| European Air Charter          | En saison charter : Plovdiv-Kroumovo, Sofia-Vrajdebna |
| Eurowings Discover            | En saison : Francfort, Munich-F. J. Strauß |
| Luxair                        | Luxembourg |
| Neos                          | En saison : Bergame-Orio al Serio, Bologne-Borgo Panigale, Milan-Malpensa, Rome Léonard-de-Vinci/Fiumicino, Vérone - Villafranca |
| Nouvelair Tunisie             | - Lille Lesquin, - Lyon, - Marseille, - Nantes, - Paris-Charles de Gaulle, - Toulouse En saison : - Bâle-Mulhouse, - Berlin-Brandebourg, - Bordeaux-Mérignac, - Bruxelles-National, - Cologne/Bonn-K. Adenauer, - Düsseldorf, - Francfort, - Hanovre, - Leipzig/Halle, - Munich-F. J. Strauß, - Strasbourg, - Stuttgart, - Vienne-Schwechat En saison charter : Belgrade-Nikola-Tesla, Lisbonne-H. Delgado, Porto-F. Sá-Carneiro |
| Smartwings                    | En saison charter : Bratislava-M. R. Štefánik, Brno-Tuřany, Ostrava-L. Janáček, Prague-Václav-Havel |
| Swiss International Air Lines | En saison : Genève-Cointrin |
| TAP Air Portugal              | En saison : Lisbonne-H. Delgado |
| Transavia                     | Paris-Orly En saison : Lyon-Saint-Exupéry, Marseille-Provence, Montpellier-Méditerranée, Nantes-Atlantique |
| TUIfly Belgium                | Bruxelles-National En saison : Charleroi Bruxelles-Sud, Liège-Bierset |
| TUI fly                       | En saison : Düsseldorf, Francfort, Hanovre, Munich-F. J. Strauß, Stuttgart |
| TUIfly Nederland              | En saison : Amsterdam |
| Tunisair                      | - Düsseldorf, - Francfort, - Lyon-Saint-Exupéry, - Marseille-Provence, - Munich-F. J. Strauß, - Nantes-Atlantique, - Nice-Côte d'Azur, - Paris-Orly, - Strasbourg En saison : - Berlin-Brandebourg, - Bordeaux-Mérignac, - Bruxelles-National, - Genève-Cointrin, - Hanovre, - Lisbonne-H. Delgado, - Porto-F. Sá-Carneiro, - Zurich                                                                                             |
| Tunisair Express              | Tripoli-Mitiga, Tunis-Carthage |

Actualisé le 30 juillet 2023

## Statistiques
| Année | Nombre de vols à destination de l'aéroport |
| ----- | ------------------------------------------ |
| 2018  | 7 290 vols                                 |
| 2019  | 7 259 vols                                 |
| 2020  | 2 494 vols                                 |
| 2021  | 3 293 vols                                 |
| 2022  | 6 429 vols                                 |
| 2023  | 7 602 vols                                 |